# Friends with Boys
Friends with Boys es una novela gráfica y webcómic de 2012 escrita por Faith Erin Hicks y publicada por primera vez el 28 de febrero de 2012 a través de First Second Books. La empresa, que había adquirido la licencia de la obra antes de su publicación en cualquier formato, dio permiso a Hicks para publicar el libro en línea como webcómic antes de su publicación.

## Sinopsis
Toda su vida Maggie ha sido educada en casa, así que cuando llega el momento de ir al instituto público está comprensiblemente nerviosa. Sus muchos hermanos se han adaptado a la escuela pública con pocos problemas, pero Maggie no puede evitar sentirse un poco como pez fuera del agua. Consigue hacerse amiga de Lucy, pero Maggie tiene otros problemas. A saber, el fantasma silencioso que supuestamente es la viuda del capitán del «Segador» que ha seguido constantemente a Maggie desde que era pequeña.

## Producción
Hicks se inspiró para Friends with Boys en sus propias experiencias personales con sus hermanos y con la educación en casa. Sobre la experiencia de inspirarse en su propia historia para los personajes, Hicks comentó que era «frustrante revivir los problemas sociales que tenía en el instituto y darme cuenta de que muchos de ellos se debían a que tenía tan poca experiencia interactuando con mis compañeros». Tras terminar la novela gráfica, Hicks pidió a su editor que le permitiera publicarla en línea en formato de webcómic, ya que consideraba que así llegaría a más lectores y aumentaría potencialmente las ventas de la obra. First Second Books accedió a ello y Hicks publicó la novela gráfica en línea hasta la fecha de lanzamiento de la edición impresa, momento en el que la retiró de su sitio web.

## Recepción
La recepción crítica de Friends with Boys ha sido positiva. Kelly Thompson, de Comic Book Resources, señaló que la obra mostraba cómo la habilidad y la escritura de Hicks habían madurado y mejorado, y comentó que la obra era «tan buena que uno se queda con ganas de ver qué hará después». The New York Times también hizo una crítica positiva de la obra, escribiendo que era «una historia fundamentalmente dulce y sensible, con un retrato raro y genuino de las relaciones amorosas entre hermanos».

### Premios
- Great Graphic Novels Top Ten 2013 de YALSA.[11][12]